# Partenope (torpilleur)
Pour les articles homonymes, voir Partenope.
Le Partenope (fanion « PN ») était un torpilleur italien de la classe Spica - type Alcione lancé en 1938 pour la Marine royale italienne (en italien : Regia Marina).

## Conception et description
Les torpilleurs de la classe Spica devaient répondre au traité naval de Londres qui ne limitait pas le nombre de navires dont le déplacement standard était inférieur à 600 tonnes. Hormis les 2 prototypes, 3 autres types ont été construits : Alcione, Climene et Perseo. Ils avaient une longueur totale de 81,42 à 83,5 mètres, une largeur de 7,92 à 8,20 mètres et un tirant d'eau de 2,55 à 3,09 mètres. Ils déplaçaient 652 à 808 tonnes à charge normale, et 975 à 1 200 tonnes à pleine charge. Leur effectif était de 6 à 9 officiers et de 110 sous-officiers et marins
Les Spica étaient propulsés par deux turbines à vapeur à engrenages Parsons , chacune entraînant un arbre d'hélice et utilisant la vapeur fournie par deux chaudières Yarrow. La puissance nominale des turbines était de 19 000 chevaux-vapeur (14 000 kW) pour une vitesse de 33 nœuds (61 km/h) en service, bien que les navires aient atteint des vitesses supérieures à 34 nœuds (62,97 km/h) lors de leurs essais en mer alors qu'ils étaient légèrement chargés. Ils avaient une autonomie de 1 910 milles nautiques (3 540 km) à une vitesse de 15 nœuds (27,7 km/h)
Leur batterie principale était composée de 3 canons 100/47 OTO Model 1937. La défense antiaérienne (AA) des navires de la classe Spica était assurée par 4 mitrailleuses jumelées Breda Model 1931 de 13,2 millimètres. Ils étaient équipés de 2 tubes lance-torpilles de 450 millimètres (21 pouces) dans deux supports jumelés au milieu du navire. Les Spica étaient également équipés de 2 lanceurs de charges de profondeur et d'un équipement pour le transport et la pose de 20 mines.

## Construction et mise en service
Le Partenope est construit par le chantier naval Cantieri del Mediterraneo à Naples en Italie, et mis sur cale le 31 janvier 1937. Il est lancé le 27 février 1938 et est achevé et mis en service le 26 novembre 1938. Il est commissionné le même jour dans la Regia Marina.

## Histoire de service
Lors de l'entrée de l'Italie dans la Seconde Guerre mondiale, le torpilleur Partenope est le chef d'escadron (capitaine de corvette (capitano di corvetta) Silvano Brengola) du XIVe escadron de torpilleurs basée à Messine, qu'il forme avec ses navires-jumeaux (sister ships) Pallade, Polluce et Pleiadi. Il effectue des missions d'escorte d'abord vers la Libye, puis entre l'Italie et la Grèce et enfin de retour le long de la côte libyenne. Il subit quatre attaques aériennes, au cours desquelles il abat pas moins de deux avions.
Aux premières heures du 29 août 1940, le Partenope tente de remorquer le lougre Buona Fortuna, qui a été éperonné, à 1h51 du matin et à la position géographique de 41° 26′ N, 18° 39′ E (dans le sud de l'Adriatique), par le croiseur léger Alberico Da Barbiano. Les efforts s'avèrent inutiles et le voilier à moteur coule à 7h10 du matin.
Entre le 31 août et le 1er septembre 1940, le Partenope et le Pleiadi escortent le cuirassé Giulio Cesarequi at subi des pannes de moteur lors d'une sortie, pour le ramener à Tarente.
Le 6 janvier 1941, le Partenope, avec son nouveau commandant, le capitaine de corvette Durantini, ainsi que ses navires-jumeaux Pallade, Andromeda et Altair et les destroyers du IXe escadron (Alfieri, Carducci et Gioberti, plus le Fulmine temporairement attaché) bombardent les positions grecques à Porto Palermo (Albanie).
Le 1er avril, le Partenope fait route de Naples vers Tripoli, escortant - avec les destroyers Euro, Tarigo et Baleno et le torpilleur Polluce - un convoi de transports de troupes Esperia, Conte Rosso, Marco Polo et Victoria. Les navires arrivent à destination le lendemain.
Dans les jours qui suivent le 16 avril, l'unité participe aux opérations de sauvetage des naufragés du convoi "Tarigo, détruit par une formation de destroyers britanniques" (Bataille des îles Kerkennah). Il a été possible de sauver 1 248 des quelque 3 000 hommes à bord des navires coulés.
Le 21 avril, entre 5h02 et 5h40, le port de Tripoli est bombardé par les cuirassés britanniques HMS Warspite (03), HMS Valiant (02) et HMS Barham (04) et par le croiseur HMS Gloucester (62) (qui tire en tout environ 2 000 coups, dont près de 500 de cablibre 381 mm) en coopération avec des avions décollés du porte-avions HMS Formidable. Le Partenope, qui est amarré au port, est touché sans dommages sérieux au franc-bord mais en subissant des pertes parmi l'équipage,. Parmi les victimes figure également le commandant du navire, le capitaine de corvette Guglielmo Durantini.
Le 12 août, le navire (qui est sous le commandement du capitaine de corvette Bruno De Moratti depuis le 22 avril), bombarde avec des grenades sous-marines le sous-marin britannique HMS Torbay (N79), qui a attaqué sans succès le convoi - les vapeurs Bosphorus et Iseo - que l'unité escorte à quatre milles nautiques (75 km) à l'ouest de Benghazi,.
À 8h30 du matin du 20 août, l'unité est envoyée avec deux vedettes-torpilleurs MAS (Motoscafo Armato Silurante) pour renforcer l'escorte (destroyers Vivaldi, da Recco, Oriani, Gioberti et Scirocco, torpilleur Dezza) d'un convoi de transports de troupes (Marco Polo, Esperia, Neptunia et Oceania) qui, venant de Naples, prend déjà la route sûre vers Tripoli. Le torpilleur prend la tête de la formation, agissant comme unité pilote. À 10h20, le Esperia est torpillé par le sous-marin HMS Unique (N95) et coule en seulement onze minutes, tuant 46 hommes, tandis que 1 139 sont sauvés. Les autres navires du convoi arrivent au port sains et saufs à 12h30.
Le 23 août 1941, le Partenope attaque et aurait coulé un sous-marin dans les eaux de Pantelleria (ou au large de Benghazi). À cette action, certaines sources attribuent le naufrage du sous-marin britannique HMS P33, qui aurait cependant plus vraisemblablement été coulé trois jours plus tôt lors d'une attaque sur un convoi,,,,.
Au cours de l'année 1941, le torpilleur est modifié par l'élimination des mitrailleuses inefficaces de 13,2 mm et leur remplacement par huit canons de 20/65 mm,.
Le 2 octobre, le navire appareille de Benghazi avec son navire-jumeau Calliope et rejoint l'escorte - les destroyers Euro, Gioberti, da Noli et Antoniotto Usodimare - d'un convoi formé par les transports Vettor Pisani, Fabio Filzi, Rialto et Sebastiano Venier. Le 5 octobre, le Rialto est coulé par des bombardiers-torpilleurs britanniques du 830e escadron (830° Squadron) de la Royal Air Force (RAF) à la position géographique de 33° 30′ N, 15° 53′ E (le Gioberti est responsable du sauvetage de 145 hommes à bord du navire).
Le 18 novembre, le Partenope escorte de Brindisi à Benghazi les navires à vapeur Brook et Amba Alagi.
Deux jours plus tard, le navire, quittant Benghazi, rencontre un convoi venant de Tarente et composé des croiseurs auxiliaires Città di Palermo et Città di Tunisi escortés par les destroyers Zeno et Malocello.
Dans la nuit du 2 au 3 mars 1942, le Partenope est durement touché lors d'un raid aérien sur Palerme par 16 avions Vickers Wellington du 37e escadron de la RAF à Malte, qui causent de sérieux dégâts et mettent le feu au navire à moteur Cuma (chargé de chars, de véhicules, de munitions et de 480 tonnes de carburant) qui explose en endommageant également les navires environnants,. Parmi l'équipage du Partenope, on compte 10 morts et 15 blessés graves,.
Le 2 juin, le Partenope, ainsi que les torpilleurs Pallade et Pegaso et le destroyer Freccia, quittent Tarente pour escorter vers la Libye le grand navire à moteur Reginaldo Giuliani. Gravement endommagé par une attaque aérienne deux jours plus tard (à 4h53 du 4 juin, alors qu'il se trouve à 125 milles nautiques (231 km) à 020° de Benghazi), le cargo est pris en remorque par le Freccia pour tenter de le remorquer jusqu'à Benghazi, mais le 5 juin il doit renoncer à son sauvetage et à 6h30 il est achevé par le même Partenope,.
Le 22 juin, l'unité escorte de Palerme à Benghazi, avec les destroyers Folgore et Turbine et les torpilleurs Orsa et Castore, les navires à moteur Nino Bixio et Mario Roselli. Le 23 juin, le Partenope et le Turbine escortent pendant un moment (ils sont ensuite remplacés par les torpilleurs Antares et Aretusa) le Roselli qui, endommagé par des bombardiers-torpilleurs ennemis, retourne à Tarente, pris en remorque par le Orsa et assisté par les remorqueurs Gagliardo, Pluto, Fauna et Portoferraio,.
Entre le 3 et le 5 août, le navire escorte un convoi composé des navires à moteur Ankara, Nino Bixio et Sestriere (avec destination Tobrouk pour le premier et Benghazi pour les deux autres. La cargaison comprend 92 chars, 340 véhicules, 3 locomotives, une grue, 292 soldats, 4 381 tonnes de carburant et d'huiles lubrifiantes, 5 256 tonnes d'autres fournitures), ainsi que les destroyers Legionario, Freccia, Corsaro, Folgore, Grecale et Turbine, et le torpilleur Calliope. Les navires atteignent leur destination malgré de nombreuses et intenses attaques aériennes; à cette occasion, il y a également la première attaque menée par des avions américains contre des unités italiennes (il s'agit d'une attaque de bombardiers Consolidated B-24 Liberator).
Du 24 au 28 août, le navire, sous le commandement du capitaine de corvette Pasquale Senese (engagé le 1er avril), escorte le vapeur Giorgio, chargé de 2 000 tonnes d'essence, de Tarente à Tobrouk. Le convoi, contraint d'avancer à seulement 8 nœuds (15 km/h) en raison de la lenteur du Giorgio, subit une première attaque aérienne à Santa Maria di Leuca puis de nombreuses autres attaques tout au long de la navigation, mais il finit par arriver au port indemne.
Le 27 septembre à 16h40, le navire à moteur Francesco Barbaro, que le Partenope escorte de Brindisi à Benghazi avec le destroyer Lampo et le torpilleur Clio, est torpillé par le sous-marin britannique HMS Umbra (P35) au large de Céphalonie à la position géographique de 37° 15′ N, 19° 55′ E (60 milles nautiques (112 km) par 275° de Navarino) : Malgré une tentative de remorquage, le navire à moteur, en feu, touché par une autre torpille du HMS Umbra à 22h40, coule après une explosion à 4h41 le 28, à la position géographique de 37° 15′ N, 19° 55′ E,.
À minuit le 12 octobre 1942, le torpilleur appareille de Corfou en escortant, avec le destroyer Lampo, le moderne navire à moteur Foscolo. Les trois unités rejoignent un convoi (le navire à moteur D'Annunzio escorté par les destroyers Folgore et da Recco et les torpilleurs Ardito et Clio) et arrivent sains et saufs au port le 14, malgré des attaques aériennes continues qui sont repoussées par le feu des canons à bord. Le Partenope et les autres escortes sont partis dans la journée et ont ensuite escorté les navires à moteur Sestriere et Ruhr sur le chemin du retour, sans être attaqués.Le 18 octobre, le commandement du Partenope est passé au capitaine de corvette Gustavo Lovatelli.
Dans la nuit du 25 au 26 octobre de la même année, le convoi - le pétrolier Proserpina (avec 4 553 tonnes de carburant à bord) et les vapeurs Tergestea (avec 1 000 tonnes de carburant et 1 000 tonnes de munitions à bord) et Dora (avec une cargaison de 400 tonnes de fournitures) - que le Partenope escorte, avec son navire-jumeau Lira, le torpilleur d'escorte moderne Ciclone et le vieux torpilleur Calatafimi, de Tarente à Tobrouk, est attaqué par des bombardiers britanniques sans aucun dommage. Entre 12h10 et 12h30 le 26 octobre, le convoi subit un second bombardement par 18 Vickers Wellington du 98e groupe de bombardement (98th Bombardment Group), dont il sort indemne. À 15h25, alors que le Proserpina est arrêté pour cause de panne et assisté par le Calatafimi, le convoi - également protégé par une escorte aérienne composée de deux bombardiers Junkers Ju 88, de deux chasseurs Macchi M.C.202 "Folgore" et d'un chasseur Messerschmitt Bf 109 -, qui poursuit sa route, est attaqué par huit bombardiers-torpilleurs Bristol Beaufort du 47e escadron (47° Squadron) et cinq bombardiers Bristol Blenheim du 15e escadron (15° Squadron) de la South African Air Force, escortés par neuf Bristol Beaufighters des Squadrons 252 et 272. La réaction de l'escorte abat deux avions et en endommage deux autres, après quoi les autres se retirent, le Proserpine, leur cible, étant absente. Après des attaques aériennes plus violentes (au cours desquelles trois avions britanniques sont détruits et deux autres endommagés, tandis qu'un Ju 88 est également endommagé) le Proserpina à 14h30 est touché et coule en flammes à 30 milles nautiques (55 km) par 320° de Tobrouk (le Lira et le Calatafimi sauvéent 62 des 77 hommes à bord du pétrolier). Le reste du convoi n'arrive pas non plus indemne à destination. Vers 18 heures, les navires sont attaqués par trois Wellington de la 38e escadron (38° Squadron) et le Tergestea est touché par une torpille et coule à la position géographique de 32° 02′ N, 24° 04′ E après une explosion colossale, entraînant avec lui tout l'équipage de 80 hommes. Un des trois Wellington est abattu, mais seul le Dora peut finalement atteindre le port.
Le matin du 2 décembre 1942, le torpilleur est envoyé, avec les destroyers Lampo, Pigafetta et Da Noli, pour sauver les survivants de l'affrontement du banc de Skerki, au cours duquel, la nuit précédente, un convoi italien à destination de la Tunisie est détruit par la Force Q britannique.
Une action anti-sous-marine du Partenope, qui a lieu le 29 décembre 1942, aurait pu causer le naufrage du sous-marin britannique HMS P311, dont la perte est cependant plus probablement attribuée à la collision avec des mines dans le détroit de Bonifacio, également parce que le dernier signal du P 311 est envoyé le 31 décembre.
Le 18 juillet, le torpilleur sauve au large de Syracuse et remorque vers Naples le sous-marin Ambra, gravement endommagé par un avion la nuit précédente alors qu'il tentait de s'approcher du port sicilien, alors aux mains des Alliés, pour y envoyer quelques commandos du Xe Flottiglia MAS.
Le 24 juillet 1943, le Partenope est touché lors d'une attaque aérienne en Méditerranée centrale, avec des pertes parmi l'équipage.
Lors de la proclamation de l'armistice du 8 septembre 1943 (Armistice de Cassibile), le Partenope est en cale sèche, si bien que, incapable de bouger, il est capturé par les troupes allemandes le 11 septembre 1943. Étant dans un tel état, les Allemands ne l' emploieront pas.
À la fin du même mois, après la libération de Naples (Quatre journées de Naples ou en italien : Quattro giornate di Napoli), les troupes alliées trouvent le torpilleur échoué et presque détruit à Castellammare di Stabia.
L'épave du Partenope est récupérée en 1945 pour être envoyée à la démolition.

### Commandement
- Capitaine de corvette (Capitano di corvetta) Silvano Brengola (né à Florence le 23 septembre 1903) (10 juin - janvier 1941)
- Capitaine de corvette (Capitano di corvetta) Guglielmo Durantini (né à L'Aquila le 16 novembre 1904) (+) (janvier - 21 avril 1941)
- Capitaine de corvette (Capitano di corvetta) Bruno De Moratti (né à Trieste le 23 décembre 1906) (22 avril 1941 - 31 mars 1942)
- Capitaine de corvette (Capitano di corvetta) Pasquale Senese (né à Naples le 12 avril 1906) (1er avril - 17 octobre 1942)
- Capitaine de corvette (Capitano di corvetta) Gustavo Lovatelli (né à Venise le 15 septembre 1908) (18 octobre 1942 - 9 septembre 1943)

## Sources
- (it) Cet article est partiellement ou en totalité issu de l’article de Wikipédia en italien intitulé « Partenope (torpediniera) » (voir la liste des auteurs).